# SimHealth
SimHealth: The National Health Care Simulation — відеогра в жанрі симулятор життя, створена студією Maxis, і видана 1994 року, в рамках просування плану президента США Білла Клінтона з реформи охорони здоров'я США. Гра розроблена тільки для операційної системи DOS. Гравець повинен контролювати і розвивати систему охорони здоров'я США.

## Ігровий процес
Гра починається з висвітлення плану президента США щодо реформи системи охорони здоров'я. Під управління гравця потрапляє система охорони здоров'я, яка знаходиться в кризовому стані, гравець може вводити запропоновані реформи або ж спробувати здійснити свої ідеї. Симулятор охорони здоров'я наближений до максимального реалізму, що робить гру вкрай складною, враховуючи, що незначні прорахунки можуть призвести до краху охорони здоров'я. Місцем дії стає готове місто, зовні схоже на Вашингтон.

## Критика
Критик журналу Entertainment Weekly Бенджамін Свєтке дав грі оцінку C-, зазначивши, що гра вийшла неймовірно складною і нудною. За кілька годин гри в SimHealth гравець повинен зробити те, що не під силу було навіть Гілларі Клінтон — створити ідеальну систему охорони здоров'я. Бренезал Баррі вказав на те, що сама гра є дуже серйозною, але з першого погляду здається, що вона схожа на SimCity 2000.